# La Plata Ruf
Der La Plata Ruf (spanisch: La voz del Plata) war eine rechtsnationale Monatszeitschrift der deutschsprachigen Gemeinschaft in Argentinien mit Abonnenten in ganz Lateinamerika und erschien mit insgesamt 106 Ausgaben zwischen Dezember 1967 und Februar 1977. Eigenen Angaben zufolge sollte der La Plata Ruf ein „Familienmagazin“ sein.
Vorläufer der Zeitschrift waren die „Deutschen Kommentare am Rio de la Plata“ von Wilfred von Oven, der dann auch im La Plata Ruf Chefredakteur und einer der Hauptautoren der Zeitschrift war. Der La Plata Ruf wurde herausgegeben von einer Aktiengesellschaft unter Eduardo A. Aumann und Alfredo A. Köllike Frers, Rektor der Argentinischen Universität für Sozialwissenschaften.
Die Redaktion unter Hans-Jürgen Wöhler berichtete auf 28 bis 40 Seiten vom Leben der deutschstämmigen Kultur- und Sportvereine, aus Wirtschaft und Politik Argentiniens ebenso wie über die Situation in den Heimatländern Deutschland, Schweiz und Österreich. Regionaler Schwerpunkt der Berichterstattung waren Gemeinden wie Villa General Belgrano, Bariloche und Rumipal, die durch einen hohen Anteil deutschstämmiger Bevölkerung gekennzeichnet sind.
Die politische Ausrichtung des La Plata Ruf war bestimmt durch die Person Wilfred van Ovens, der Referent im NS-Propagandaministerium unter Joseph Goebbels gewesen war und Verbindungen zu rechtsextremen Organisationen in der Bundesrepublik Deutschland unterhielt. Der Lateinamerikahistoriker Holger Meding sagt über den Namen der Zeitschrift: „La Plata Ruf erschließt sich erst dann, wenn man die Abkürzung des Titels LPR umgekehrt liest: RPL. RPL war im Dritten Reich die Abkürzung für Reichspropagandaleitung.“ Medling zufolge bestärkte der La Plata Ruf als Organ der Meinungsbildung die konservativen Tendenzen in den deutschsprachigen Gemeinschaften in Lateinamerika und förderte deren Neigung, nationalsozialistische Anhänglichkeiten zu konservieren.
Zu den Abonnenten der Zeitschrift zählte der Kriegsverbrecher Klaus Barbie in Bolivien. Autoren im La Plata Ruf waren unter anderem Alphonse Max, Henning Eichberg, Bolko von Richthofen und Jacques de Mahieu.